# Encinasola de las Minayas
Encinasola de las Minayas es una localidad del municipio de Tabera de Abajo, en la comarca de Tierra de Ledesma, provincia de Salamanca, España.

## Historia
La fundación de Encinasola de las Minayas se remonta a la Edad Media, obedeciendo a las repoblaciones efectuadas por los reyes leoneses en la Alta Edad Media, que lo ubicaron en la jurisdicción de Ledesma, dentro del Reino de León, denominándose en el siglo XIII Erziniella.
Con la creación de las actuales provincias en 1833, Encinasola de las Minayas, perteneciendo ya a Tabera de Abajo, quedó encuadrado en la provincia de Salamanca, dentro de la Región Leonesa.

## Demografía
Pese a haber estado oficialmente despoblado en los primeros años del siglo XXI, en 2017 Encinasola de las Minayas contaba con una población de 4 habitantes, de los cuales 3 era varones y 1 mujer (INE 2017).
| Gráfica de evolución demográfica de Encinasola de las Minayas entre 2000 y 2017 |
|                                                                                 |
| Población según los censos de población del INE.                                |